# Pont-l’Abbé
Pont-l’Abbé (bret. Pont-'n-Abad) – miejscowość i gmina we Francji, w regionie Bretania, w departamencie Finistère.

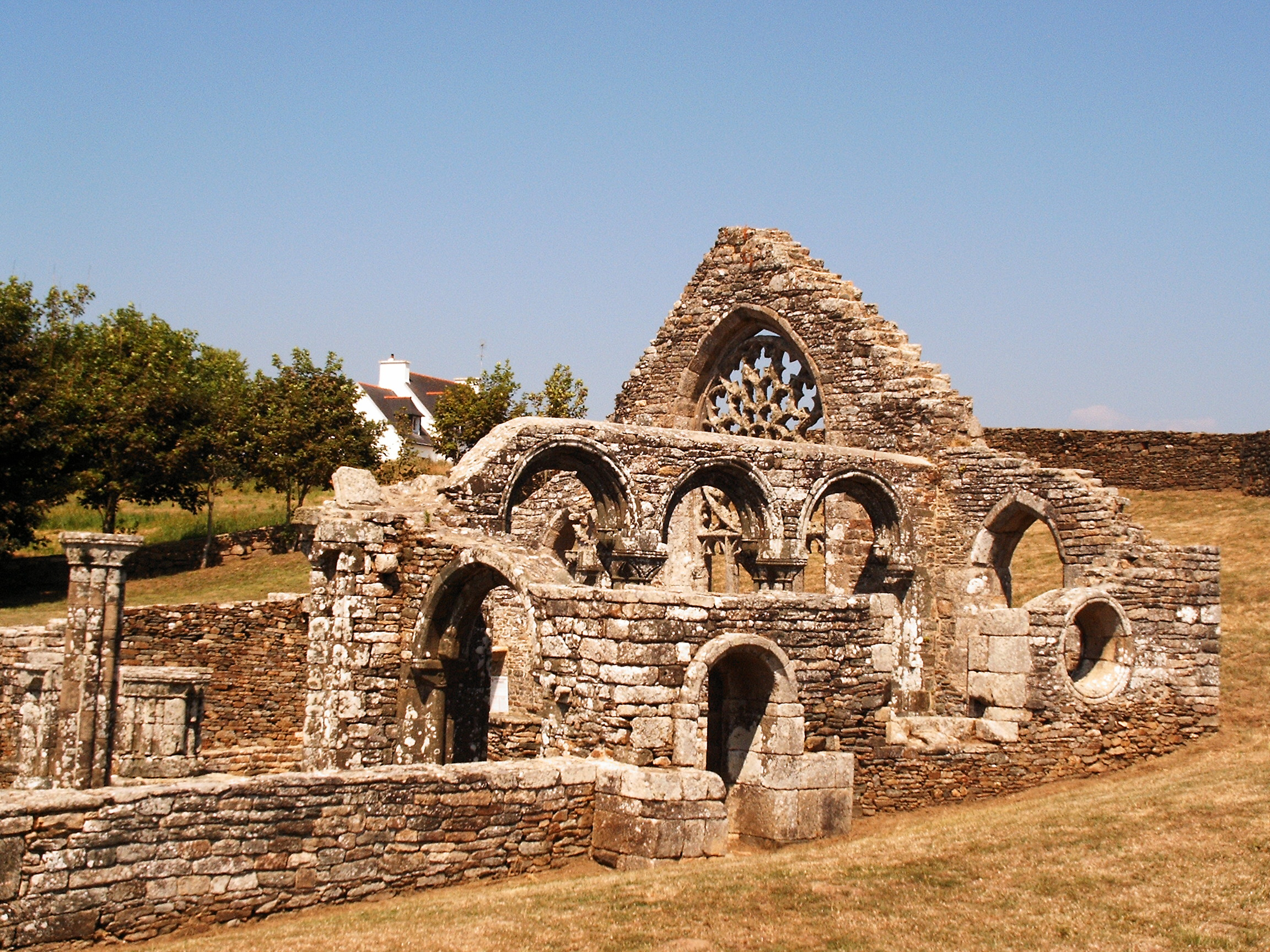
Ruiny katedry w Pont-l’Abbé

Według danych na rok 1990 gminę zamieszkiwały 7374 osoby, a gęstość zaludnienia wynosiła 405 osób/km² (wśród 1269 gmin Bretanii Pont-l’Abbé plasuje się na 43. miejscu pod względem liczby ludności, natomiast pod względem powierzchni na miejscu 553.).

## Miasta partnerskie
- Betanzos, Hiszpania
- Schleiden, Niemcy